# Бреняши
Бреня́ши (чув. Пĕренеш) — деревня в Шумерлинском районе Чувашской республики. До 2021 года входила в состав Торханского сельского поселения до его упразднения.

## География
Находится в западной части Чувашии на расстоянии приблизительно 16 км на северо-восток по прямой от районного центра города Шумерля.

## История
Упоминается с 1765 года. В 1900 году была отмечена как деревня с чувашским населением в 70 дворов и 421 жителем. В 1911 году в деревне было 89 дворов, с населением 491 человек, в 1922 году 102 двора и 559 человек, в 1939 году 707 человек, в 1983 163 двора, числилось проживающими 431 человек. В 1985 году в деревне проживало 356 человек.

## Население
Население составляло 265 человек (чуваши 98 %) в 2002 году, 228 в 2010.